# Daniel Lafferty
Daniel Lafferty (Derry, 18 maggio 1989) è un calciatore nordirlandese, difensore dell'Institute.

## Carriera

### Nazionale
Dopo aver giocato alcune partite con Under-19 ed Under-21, nel 2012 ha esordito con la nazionale maggiore nordirlandese.

## Palmarès

### Club

#### Competizioni nazionali
- Campionato irlandese: 1

Shamrock Rovers: 2020
- Coppa d'Irlanda: 2

Derry City: 2012
Shamrock Rovers: 2019